# كيبولا
كيبولا أو إقليم البصل (بالإنجليزية: Cebolla)‏ هي بلدية ومدينة في منطقة الحكم الذاتي قشتالة والمنشف وتقع في مقاطعة طليطلة في وسط إسبانيا. تبلغ مساحة هذه المدينة 37 (كم²)، ويبلغ عدد سكانها 3723 نسمة حسب إحصاء المعهد الوطني الإسباني سنة 2008 م.

## وصلات خارجية
- http://www.ayuntamientodecebolla.com